# 稲城・府中墓苑組合
稲城・府中墓苑組合（いなぎ・ふちゅうぼえんくみあい）は、東京都稲城市・府中市で構成される一部事務組合。霊園「公営 稲城・府中メモリアルパーク」を管理運営する。

## 概要
墓地等の管理運営を共同で行うために稲城市と府中市が設立した組合である。
稲城市は公営の霊園が無く、八王子市営南多摩都市霊園に数区画の稲城市利用枠があるのみで、府中市も市内に多磨霊園があったが、都内全域からの申し込みがあり、府中市民専用の墓地がなかったことが整備の経緯となっている。
稲城市矢野口3567のスカイテラス南山地内に普通墓地、芝生墓地、合葬式墓地、樹林式墓地の霊園を整備した。
稲城・府中に一定期間居住している者が墓地を申し込むことができる。
法要施設「南山ホール」も整備されており、都内で最も新しい公営霊園となっている。

## 沿革
- 2012年（平成24年）5月1日 - 組合設立。
- 2015年（平成27年）9月1日 - メモリアルパーク開園。

## アクセス
- 京王相模原線稲城駅から徒歩で約20分、タクシーで約5分
- 南武線稲城長沼駅からタクシーで約10分